# Communauté de communes du Pays de Saint-Galmier
La communauté de communes du Pays de Saint-Galmier est une ancienne communauté de communes française, située dans le département de la Loire et la région Auvergne-Rhône-Alpes. Les communes ont intégré, soit Saint-Étienne Métropole, soit la communauté de communes de Forez-Est.
Elle est constituée de communes appartenant presque toutes à l'ancien canton de Saint-Galmier.

## Composition
Elle est composée des communes suivantes :
| Commune                | Population (2010) |
| ---------------------- | ----------------- |
| Aveizieux              | 1 467             |
| Bellegarde-en-Forez    | 1 847             |
| Chambœuf               | 1 590             |
| Cuzieu                 | 1 498             |
| Montrond-les-Bains     | 4 785             |
| Rivas                  | 524               |
| Saint-André-le-Puy     | 1 265             |
| Saint-Bonnet-les-Oules | 1 516             |
| Saint-Galmier          | 5 588             |
| Veauche                | 8 507             |

La Communauté de Communes exerce de plein droit en lieu et place des communes membres, les compétences définies par ses statuts, dont la dernière modification date du 16 novembre 2005, entériné par la Sous-Préfecture de Montbrison en date du 25 novembre 2005.
- Développement économique 
. Création, aménagement, entretien et gestion des zones d'activité industrielle, commerciale, 
tertiaire, artisanale ou touristique d'intérêt communautaire. 
. Actions de développement économique reconnues d'intérêt communautaire. 
. Actions visant au développement du tourisme.
- Aménagement de l'espace Communautaire 
. Elaboration et révision des Schémas de Cohérence Territoriale, schémas de secteurs. 
. Création, équipement et réalisation des opérations d'aménagement d'intérêt communautaire notamment les ZAC.
- Politique du logement social d'intérêt communautaire et action par des opérations 
d'inter communautaire en faveur du logement des personnes défavorisées 
. Elaboration, étude, concours financiers et animation pour la mise en œuvre et le suivi d'Opération Programmées pour l'Amélioration de l'Habitat.
- Elimination et valorisation des déchets des ménages et déchets assimilés 
. Collecte, traitement, élimination et valorisation des ordures ménagères et autres déchets assimilés. 
. Création et gestion, d'une plate-forme de stockage de déchets verts. 
. Développement d’actions d’information et de formation en matière de gestion des déchets et de tri sélectif.
- Protection et mise en valeur de l'environnement, politique du cadre de vie 
. Elaboration, animation et mise en œuvre des politiques contractuelles (contrats de rivière ou autres), sur les bassins versants de la Coise et du Furan situés dans le périmètre de la Communauté de Communes. 
. Création, aménagement, gestion et entretien des équipements en bordure des rivières et du fleuve Loire d'intérêt communautaire. 
. Assistance et contrôle des systèmes d'assainissement non collectif. 
. Assistance à la mise en œuvre des plans paysagers. 
. Assistance à la mise en œuvre d’une charte de paysage ayant pour objet de préconiser des mesures permettant un développement de l’urbanisation préservant la qualité du cadre de vie. 
. Nettoyage des graffitis en faveur des communes membres et les prestations de service au profit des particuliers du territoire communautaire dans le respect des conditions légales et réglementaires. 
. Création, gestion et entretien des relais d’assistantes maternelles, ludothèques, crèches halte-garderie. 
. Création, communication sur des actions de promotion relatives aux pays d'art et d'histoire. 
. Aménagement, maintenance et gestion du Centre Nautique. 
. Les actions de carottage, de défeutrage, de sablage, de regarnissage et de décompactage.
- Politique sociale 
. Mise en œuvre et fonctionnement du Plan Local pour l'Insertion et l'Emploi (P.L.I.E.).
- Eclairage public 
. Maintenance du réseau éclairage public et prise en charge des consommations d'électricité correspondant au fonctionnement du réseau.
- Transport
. Aménagement et gestion de la voie ferrée de Bellegarde-en-Forez à Montrond-les-Bains
- Actions de développement en faveur des nouvelles technologies
. Développement du réseau TV hertzien et numérique. 
. Développement du système intranet et très haut débit. 
. Développement des systèmes informatiques. 
. Dématérialisation des marchés publics : 
Mise à disposition d’une plate-forme pour mettre en ligne les marchés publics et recevoir les offres 
Fourniture des certificats électroniques 
Assistante technique

## Historique
Une fusion était envisagée avec la communauté de communes de Forez-Sud ou avec la communauté d'agglomération Loire Forez.
Recommandée par le schéma départemental de coopération intercommunale, la fusion avec Saint-Étienne Métropole avait soulevé une forte opposition de la part de nombreux élus de la communauté de communes. C'est pourquoi un accord de principe, trouvé en juin 2012, a entraîné l'intégration des communes de La Fouillouse et d'Andrézieux-Bouthéon à Saint-Étienne Métropole en 2013. L'accord prévoit également la participation des dix autres communes au financement de certains équipements d'intérêt extra-local comme le stade Geoffroy-Guichard.

## Lien
- Site officiel